# 206015 Carlengelbrecht
206015 Carlengelbrecht è un asteroide della fascia principale. Scoperto nel 2002, presenta un'orbita caratterizzata da un semiasse maggiore pari a 2,753480 UA e da un'eccentricità di 0,094446, inclinata di 3,637547° rispetto all'eclittica. Ha un diametro di 3,168 km.